# متحف كي لا ننسى
متحف كي لا ننسى يعتبر من أهم المتاحف على ارض الكويت لأنه يحكي الحوادث المؤثره التي حدثت في الغزو العراقي، يعرض المتحف أهم المقتنيات الموجوده في ذاك الوقت من اسلحه وتقنيات واجهزه وغيرها، وصور اثناء الغزو للعنف من قبل الضباط العراقيين وللتفجيرات والشهداء الذين ماتوا في الغزو ، تم افتتاح المتحف بعد الغزو بفتره وجيزه وسمي بهذا الاسم لكي لاينسى الكويتيين تلك الايام العصيبة، ويعتبر المتحف من الوجهات السياحيه الأولى في الكويت.